# Filme B

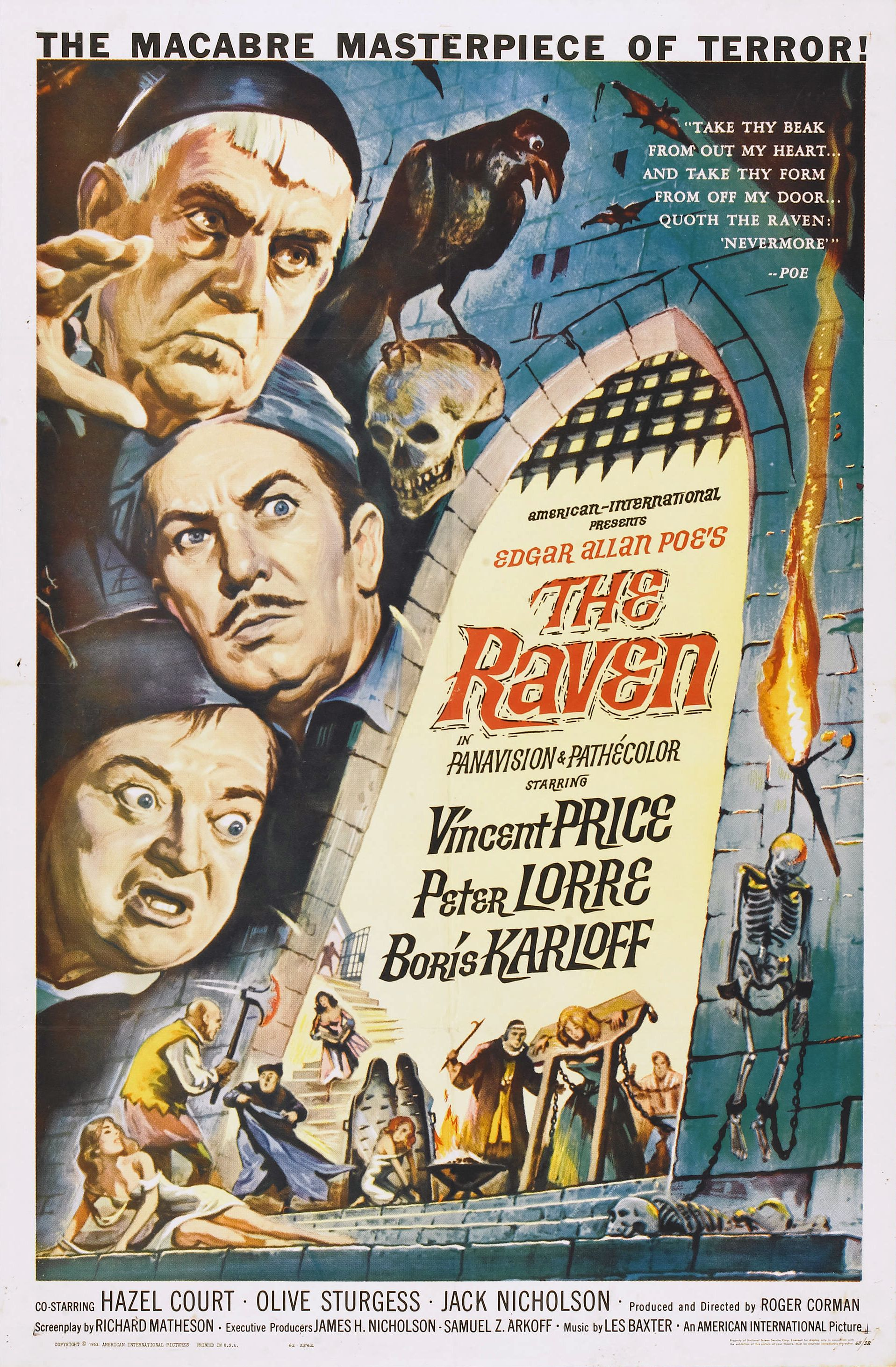
Cartaz do filme The Raven, de 1963, produzido e dirigido pelo considerado "rei dos filmes B", Roger Corman. O filme é estrelado por Vincent Price, Peter Lorre, Boris Karloff, e um então jovem Jack Nicholson.

Filme B ou Série B (uso em Portugal) é um termo usado originalmente para se referir a filmes de Hollywood destinados a serem a "outra metade" de uma sessão dupla, que geralmente apresentava dois filmes do mesmo gênero, como faroeste, gangsters ou horror.
Nos tempos dos maiores estúdios de cinema, a terminologia era oficialmente usada para este fim, que também forneceu a nomenclatura de atores "A" ou "B". Ronald Reagan, o 40º presidente dos Estados Unidos, fez carreira atuando em filmes B. As principais produtoras tinham unidades próprias para esse tipo de filme, mas também havia pequenos estúdios como PRC, Consolidated, Ajax, Mascot, Puritan, Monogram, Principal, especializadas no tipo. 
Tais estúdios eram referidos como pertencentes ao Poverty Row (Cinturão ou linha de Pobreza), termo usado para designar coletivamente as companhias localizadas numa região de Hollywood chamada Gower Street, que produziam filmes com orçamentos extremamente reduzidos. Eles eram capazes de rodar um faroeste de uma hora em apenas dois dias e meio, gastando somente oito mil dólares. Vários deles, entre eles Mascot e Monogram, fundiram-se em 1934 e formaram a Republic Pictures. Apesar de ter produzido alguns filmes de orçamento considerável, a Republic nunca perdeu a fama de estúdio de segunda classe, sendo a "Rainha dos filmes B".
O fim da chamada "Era de Ouro de Hollywood", que se estendeu dos anos 1920 até os anos 1950, resultou não só no fechamento de tais companhias, como também no fim dos próprios filmes B, independentemente de terem sido produzidos por grandes ou pequenos estúdios. A maior parte dos cinemas drive-in fechou e as exibições duplas rarearam. Hoje a distinção entre "Filme Classe A" e "Filme B" é feita levando-se em conta outros critérios que vão além do orçamento.

## Histórico

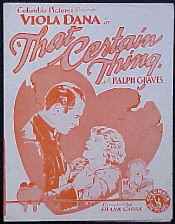
O filme da Columbia Pictures That Certain Thing, de 1928, foi produzido por menos de $20,000. Em breve, a associação do diretor Frank Capra com a Columbia Pictures ajudaria a transfomar a companhia.

A partir de 1931, o cinema holywoodiano começou a sentir os efeitos da Grande Depressão de 1929, com a queda do número de espectadores, de 80 milhões em 1930, para 55 milhões em 1932, o que  provocou o fechamento, em 1933, de um terço das salas de cinema norte-americanas, além da diminuição progressiva do preço dos ingressos. Aliado a esses fatores, o custo dos filmes falados era mais elevado, o que aventou a possibilidade de falência de muitas companhias cinematográficas.
Numa tentativa de evitar a bancarrota, as cinco maiores companhias da época se reorganizaram, de forma integrada e interdependente, em uma associação comercial denominada MPPDA (Motion Picture Producers and Distributors of América), que dominava conjuntamente o mercado cinematográfico por meio da produção, distribuição e exibição de filmes. As cinco companhias eram a MGM, Paramount, Warner Brothers, 20th Century Fox e RKO Pictures. Em torno delas giravam outras de porte médio, como a Columbia Pictures, a Universal Pictures e a United Artists, além de algumas semi-independentes, como as de Walt Disney, Samuel Goldwyn e David O. Selznick. Por sua vez, as pequenas produtoras realmente independentes, tais como a Republic Pictures e a Monogram, eram subjugadas pelas grandes, sob condições de sobrevivência ditadas por elas.
Os exibidores independentes, na tentativa de aumentar a frequência, começaram a usar várias estratégias, tais como o oferecimento de “duas entradas pelo preço de uma”, “sessões gratuitas para senhoras”, “prêmios” e, finalmente, desenvolveram o “programa duplo”, com a apresentação de dois filmes pelo preço de um, partindo daí o conceito de “filme B”. Assim, as grandes companhias, vendo-se obrigadas, mediante as exigências do público em aderir ao programa duplo, ofereciam geralmente a exibição de um filme principal classe A, e um filme mais barato, classe B. Os filmes B das grandes companhias supriam as necessidades de exibição de suas cadeias de cinema, além de ajudar a cobrir as despesas gerais. Enquanto os filmes A custavam em torno de 400 mil dólares, e possuíam duração de 90 minutos ou mais, os filmes B tinham o custo entre 50 e 200 mil dólares, e a duração entre 55 e 70 minutos. Tal estratégia influenciava a política de preços, pois enquanto os filmes A tinham uma receita imprevisível, dependendo de sua aceitação, os filmes B tinham uma previsibilidade de lucro garantida, auxiliando o panejamento orçamentário das companhias.
Algumas vezes ocorria, também de um filme B obter tal sucesso de crítica e de público que acabava sendo considerado filme A, como ocorreu com “A Man to Remember” (“Um Benemérito”), de 1938, que se tornou uma referência da obtenção de qualidade com baixo orçamento.

## Faroestes B

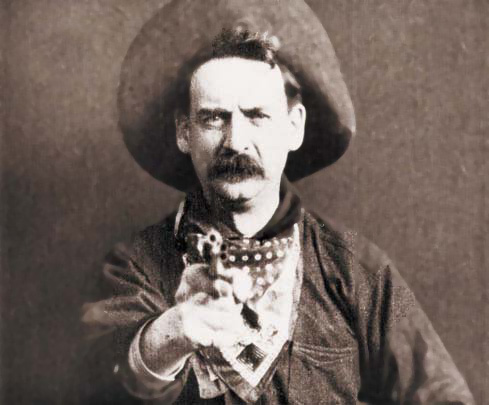
Justus D. Barnes numa famosa imagem do western pioneiro The Great Train Robbery, de 1903, em que o pistoleiro atirava em direção à câmera, assustando o público.

Os filmes B eram direcionados, em sua grande maioria, para cinemas e público específicos, o que se percebe em particular com os Westerns, voltados ao público infanto-juvenil das matinês. A proliferação dos westerns, nos anos 1930 e 1940, correspondeu à sua popularidade junto ao público jovem. Frederick Elkin observou que westerns B agradavam predominantemente as crianças, e que elas “participavam deles ativa e emocionalmente”, o que garantiu a produção de dezenas de séries e seriados, com personagens padronizados, característicos e comuns a vários filmes, além de enredos pré-determinados dentro da expectativa dessa faixa etária.
Nos anos 1930, portanto, os westerns B dominaram o gênero e, apesar de terem sido filmados com fórmulas simplórias, sob a preocupação única de agradar o público, muitos deles foram realizados com valores de produção e boas seqüências de ação.
A maioria dos filmes B dos anos 1930 e de boa parte da década seguinte era composta, portanto, por faroestes. A história do faroeste B se confunde com a própria história do faroeste em geral. Já em 1908 surgiu aquele que é considerado o primeiro herói dos faroestes: Broncho Billy, interpretado por G. M. Anderson em Broncho Billy and the Baby, e depois em diversos outros filmes.
Seguiram-se William S. Hart, Hoot Gibson, Tom Mix, Lane Chandler, Buddy Roosevelt e muitos outros. No entanto, esses ainda eram tempos do cinema mudo e nem todos os filmes desses atores se encaixavam no que usualmente se classifica como faroeste B. A partir do cinema falado, no entanto, Bob Steele, Buck Jones, Tom Tyler, Tim McCoy, Ken Maynard e outros passaram a estrelar faroestes cujos orçamentos eram inferiores a cinqüenta mil dólares, duravam entre cinquenta e sessenta minutos, privilegiavam a ação e eram produzidos principalmente pelos estúdios do Poverty Row. Estava assim estabelecida a fórmula do faroeste B, que reinou absoluto nos anos 1930 e, com menor intensidade, também nos anos 1940.

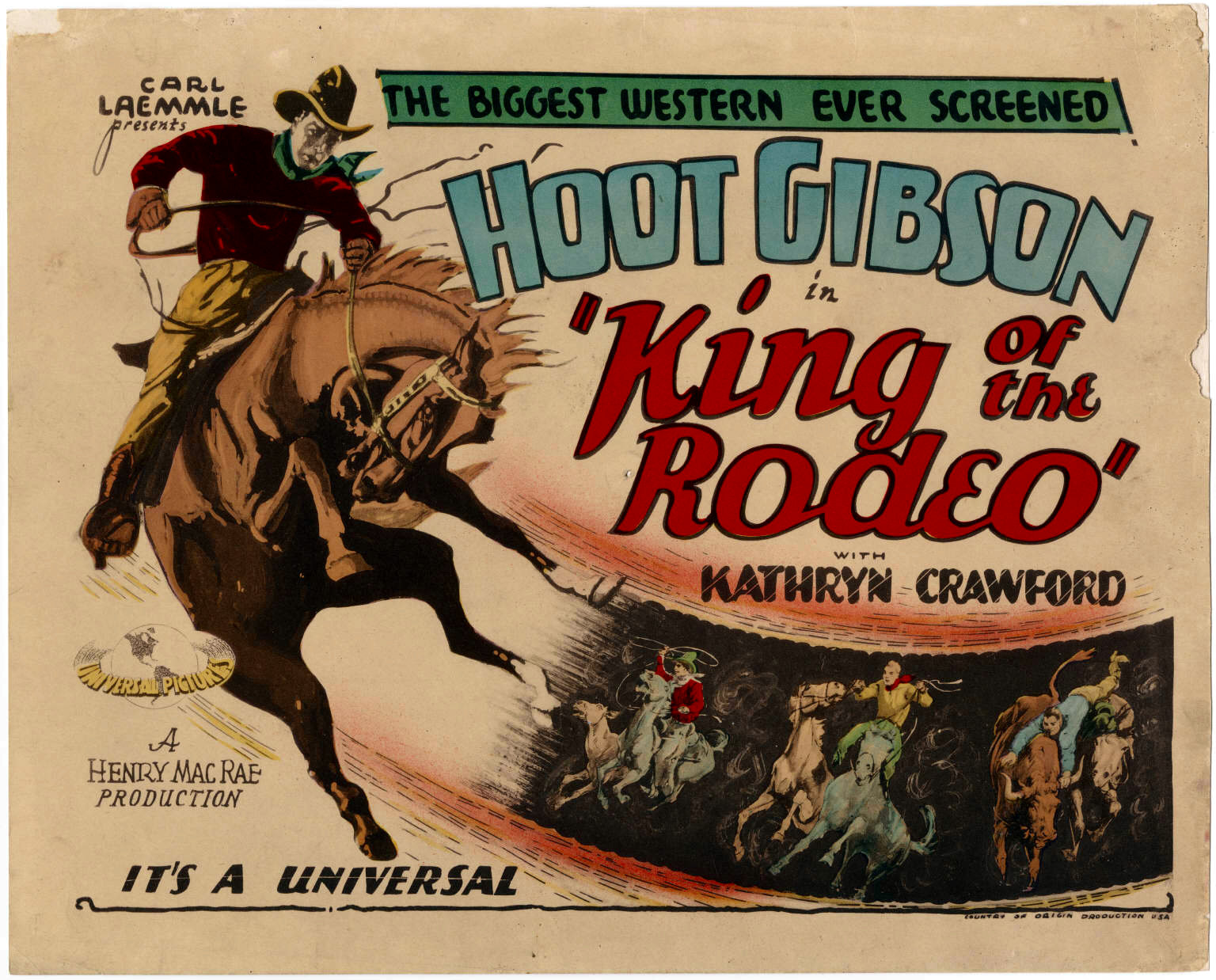
Poster do filme “King of the Rodeo”, de 1929

No entanto, com o aumento dos custos, o fantasma da cada vez mais onipresente televisão e a falta de visão dos estúdios, que não conseguiram descobrir caras novas e ao mesmo tempo carismáticas, o gênero sucumbiu juntamente com todas as outras formas de filmes B. O último faroeste B produzido foi Pistoleiro por Equívoco (Two Guns and a Badge), com Wayne Morris, em 1954. Antigos astros, como Gene Autry e Roy Rogers se refugiaram na televisão; outros amargaram o esquecimento, juntaram-se a circos itinerantes ou foram aproveitados como coadjuvantes por Hollywood.

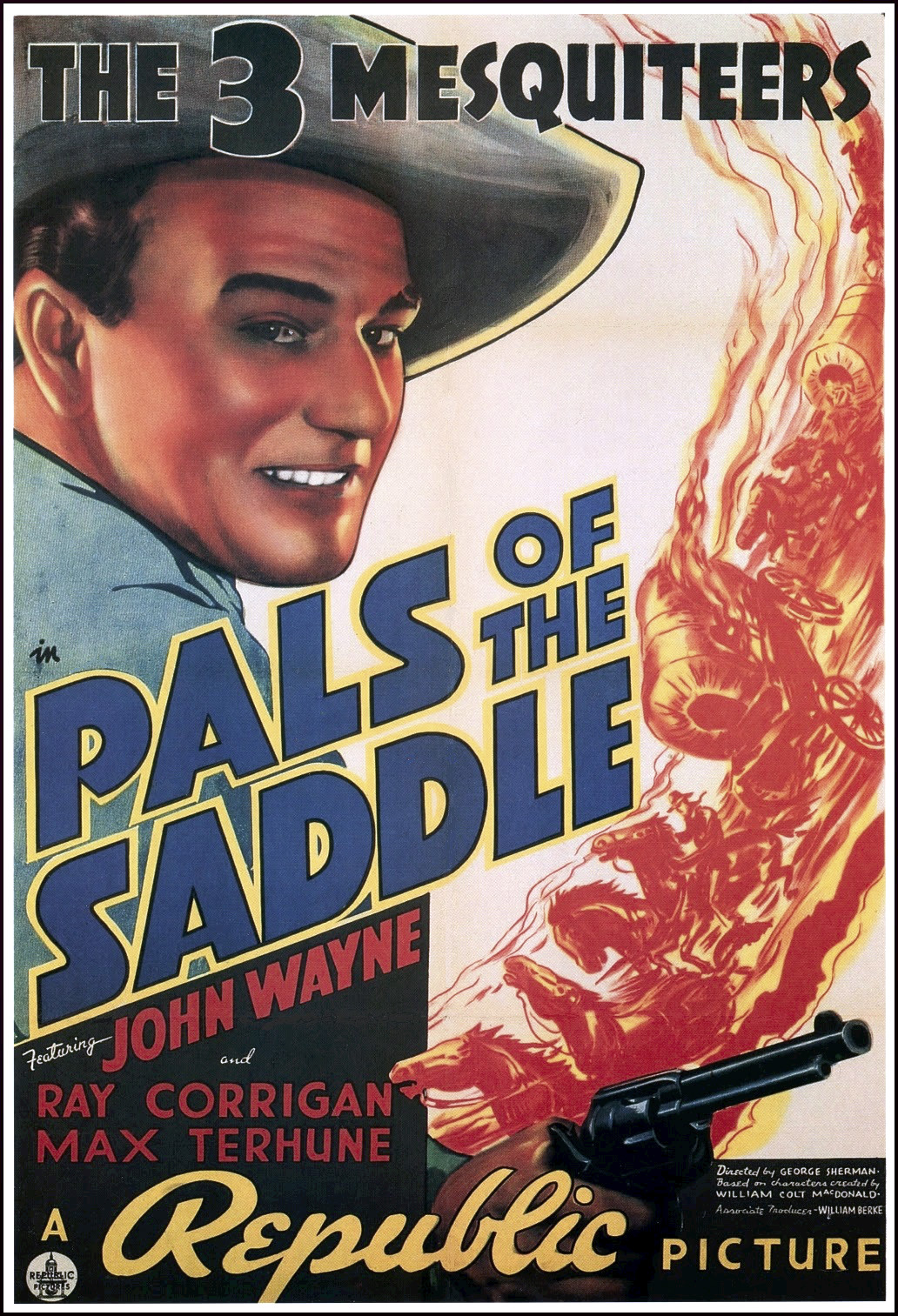
Cartaz do filme Pals of the Saddle (1938),filme da série The Three Mesquiteers estrelado por John Wayne, Ray Corrigan e Max Tehune.

Outros grandes nomes do faroeste B são os cowboys Johnny Mack Brown, William Boyd (Hopalong Cassidy), Tim Holt, Allan "Rocky" Lane, Charles Starrett (Durango Kid), Rex Allen, Monte Hale, Fred Thomson, George O’Brien, Buster Crabbe, Kermit Maynard e Bill Elliott.
Vários astros do cinema iniciaram suas carreiras nesses pequenos filmes: John Wayne fez inúmeros faroestes B, inclusive com o trio Western The Three Mesquiteers, antes de estrelar No Tempo das Diligências (Stagecoach, 1939), de John Ford. Rita Hayworth, com o nome de Rita Cansino, esteve em fitas de Tom Keene (Rebelião/Rebellion, 1936 e Traição/Old Louisiana, 1937) , The Three Mesquiteers (Soberanos da Sela/Hit the Saddle, 1937) e do cowboy cantor Tex Ritter (Confusão no Texas/Trouble in Texas, 1937); Robert Mitchum iniciou a carreira fazendo papel de bandido no filme A Trilha Solitária (The Lone Star Trail, 1943) da série de Johnny Mack Brown e em sete produções da série com Hopalong Cassidy.
Todavia, o contrário também ocorreu: enquanto estrelava seus modestos faroestes, Tim Holt interpretava papéis de destaque em filmes importantes como Soberba (The Magnificent Ambersons, 1942), de Orson Welles, Paixão de Fortes (My Darling Clementine, 1946), de John Ford e O Tesouro de Sierra Madre (The Treasure of the Sierra Madre, 1948), de John Huston, entre outros.

## Seriados

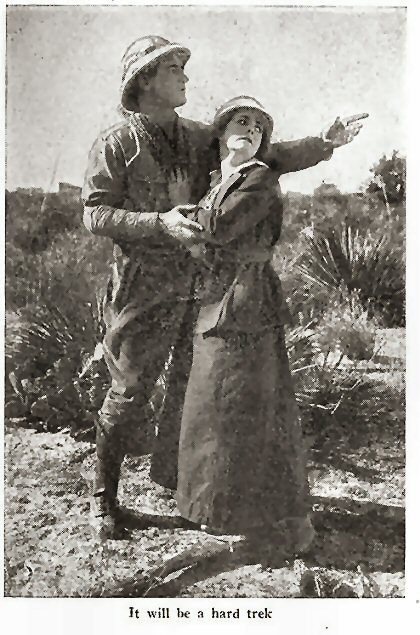
Cena de “The Adventures of Kathlyn”, considerado o primeiro seriado a utilizar o cliffhanger, em 1913. Os seriados podem ser considerados uma espécie de filme B, mediante os clichês e fórmulas que conduziam suas tramas artisticamente pouco flexíveis.

Os seriados podem ser considerados uma espécie de filme B, sob o domínio dos clichês e ingredientes básicos que determinavam a trama. O herói, a heroína, o assistente do herói, o vilão, os capangas, o prêmio, o cliffhanger e os perigos faziam parte desse universo, muitas vezes sob o mistério de identidades secretas, reveladas apenas no final da trama, no último capítulo. A Republic Pictures, considerada por muitos como a maior produtora de seriados, desenvolvia todo um projeto anual para suas obras. Foram, portanto, um tipo de filme B com várias características próprias:
- Cada seriado tinha entre dez e quinze episódios;

- Cada episódio durava entre quinze e vinte minutos e era exibido nas matinês de sábado. O final sempre mostrava uma situação de perigo, o chamado "gancho" (cliffhanger), para obrigar o espectador a voltar na semana seguinte;

- Segundo o estudioso William C. Cline, em In The Nick Of Time: Motion Picture Sound Serials,[3] os ingredientes obrigatórios de um seriado eram:

um Herói, com quem a platéia podia se identificar;
uma Heroína, bonita e vulnerável;
um Vilão, ameaçador e cruel;
seus Capangas;
um Prêmio, ardorosamente desejado pelo vilão: um mapa, um documento secreto, uma arma, uma fórmula química etc;
e os Perigos, diabolicamente concebidos, insidiosamente perpetrados, destrutivamente fatais e aparentemente inescapáveis;
- Assuntos, temas e personagens recorrentes incluiam: aventuras nas selvas, viagens interplanetárias, super-heróis dos quadrinhos, invasões por discos voadores, a Polícia Montada canadense, agentes secretos, o "perigo oriental", foras-da-lei (principalmente Jesse James), o FBI, mocinhos e bandidos mascarados, pilotos de aviões e a Guarda Costeira estadunidense. Segundo o autor A. C. Gomes de Mattos, "era um mundo fantástico de cidades perdidas e tesouros escondidos, passagens secretas e armadilhas traiçoeiras, perseguições eletrizantes e perigos fatais, vilões misteriosos e heróis mascarados -- puro escapismo, sim, mas irresistível";

- Apesar de ter existido desde os tempos do cinema mudo, o seriado teve sua fase áurea nas décadas de 1930 e 1940. Entre 1929 e 1956 foram produzidos duzentos e trinta e um desses filmes B, a maioria nos estúdios da Republic, Columbia e Universal;

- O primeiro seriado sonoro foi O Ás da Scotland Yard (The Ace of Scotland Yard, 1929, Universal), com dez episódios. Nele, o Herói Inspetor Blake, interpretado por Crawford Kent, enfrenta mil Perigos ao combater a Vilã Rainha dos Diamantes, que planeja roubar um precioso anel (o Prêmio), por sorte pertencente à sua noiva, a Heroína;

- Já o último a ser produzido foi Prisioneiros das Selvas (Perils of the Wilderness, 1956, Columbia), com quinze episódios estrelados por Dennis Moore. Apesar do título sugerir um cenário africano ou amazônico, trata-se de um faroeste com aventuras da Polícia Montada no noroeste do Canadá.

### Grandes seriados
- A Deusa de Joba (Darkest Africa, 1936, Republic, quinze episódios); aventuras na selva com Clyde Beatty

- O Império Submarino (Undersea Kingdom, 1936, Republic, doze episódios); ficção-científica com Ray Corrigan

- Dick Tracy, O Detetive (Dick Tracy, 1937, Republic, quinze episódios); aventuras com o personagem dos quadrinhos sendo interpretado por Ralph Byrd

- A Sorte de Tim Tyler (Tim Tyler's Luck, 1937, Universal, doze episódios); aventuras na selva baseado nas tiras de jornal com Frankie Thomas

- Aliado Misterioso (The Painted Stallion, 1937, Republic, doze episódios); faroeste com Ray Corrigan

- Flash Gordon (Flash Gordon, 1938, Universal, quinze episódios); aventuras interplanetárias com o herói criado por Alex Raymond sendo interpretado por Larry "Buster" Crabbe

- Demônios Do Círculo Vermelho (Daredevils of the Red Circle, 1939, Republic, doze episódios); policial com Herman Brix

- A Legião do Zorro (Zorro's Fighting Legion, 1939, Republic, doze episódios); capa-e-espada/faroeste baseado no herói Zorro com Reed Hadley

- O Misterioso Dr. Satã (Mysterious Doctor Satan, 1940, Republic, quinze episódios); ficção-científica com Eduardo Cianelli

- O Rei da Polícia Montada (King of the Royal Mounted, 1940, Republic, doze episódios); aventuras no Canadá com Allan "Rocky" Lane

- Os Tambores de Fu Manchu (Drums of Fu Manchu, 1940, Republic, quinze episódios); aventuras no Oriente com o personagem criado por Sax Rohmer sendo interpretado por Henry Brandon

- Terry e os Piratas (Terry and the Pirates, 1940, Columbia, quinze episódios); aventuras na selva com os personagens criados por Milton Caniff em 1934. Estrelam William Tracy e Granville Owen

- A Filha Das Selvas (Jungle Girl, 1941, Republic, quinze episódios); aventuras na selva com Nyoka, interpretada por Frances Gifford

- O Homem De Aço (Adventures of Captain Marvel, 1941, Republic, doze episódios); aventuras com o super-herói sendo interpretado por Tom Tyler

- Os Perigos de Nyoka (Perils of Nyoka, 1942, Republic, quinze episódios); aventuras na selva com Nyoka, interpretada por Kay Aldridge

- O Terror Dos Espiões (Spy Smasher, 1942, Republic, doze episódios); espionagem com Kane Richmond

- Aventuras de Chico Viramundo (The Adventures of Smilin' Jack, 1943, Universal, treze episódios); aventuras no Oriente com Tom Brown
- O Fantasma Voador (The Phantom, 1943, Columbia, quinze episódios); aventuras do herói dos quadrinhos sendo interpretado por Tom Tyler

- O Maravilhoso Mascarado (The Masked Marvel, 1943, Republic, doze episódios); espionagem com David Bacon

- O Dragão Negro (G-Men vs The Black Dragon, 1943, Republic, quinze episódios); espionagem com Rod Cameron

- Capitão América, O Vencedor (Captain America, 1944, Republic, quinze episódios); aventuras com o super-herói sendo interpretado por Dick Purcell

- O Super-Homem (Superman, 1948, Columbia, quinze episódios); aventuras com o super-herói sendo interpretado por Kirk Alyn

- O Homem Foguete (King of the Rocket Men, 1949, Republic, doze episódios); ficção-científica com Tristram Coffin

## Séries
Além dos seriados, as séries, ou grupos de filmes que utilizavam os mesmos personagens centrais, mas com histórias diferentes, também constituíam os filmes B e entre 1940 e 1941, 10% dos filmes de Hollywood eram filmes de série.
- Muitos filmes B transformaram-se em séries por possuírem um grupo de personagens, música e ambientação que eram sempre os mesmos. No entanto, diferentemente de um seriado (serial), uma série (series, em ingês) tinha uma duração de sessenta a setenta minutos (chegando a se estender por até noventa em alguns casos) e cada um de seus filmes contava sempre uma história completa;

- Em maior ou menor grau, todos os estúdios investiram em séries, que, entre 1940 e 1941, representaram mais de dez por cento de tudo que Hollywood produziu. As mais bem cuidadas eram as dos estúdios da MGM;

- Os fãs escreviam para os personagens mais populares, e não para os atores. Andy Hardy, interpretado por Mickey Rooney em quinze filmes, dava conselhos a adolescentes. O Dr. Christian (feito por Jean Hersholt em seis fitas) recebia visitas de médicos das cidades do interior;

- Se o intérprete principal de uma série não estava agradando, ele era sumariamente substituído por outro; se o público começava a se cansar do personagem, seu nome era retirado dos títulos dos filmes, dando-se à série uma última oportunidade de continuar. Outro sinal de que uma série estava com os dias contados era quando um estúdio cedia seus direitos para outro (isso aconteceu, por exemplo, com o Tarzan de Johnny Weissmuller, que saiu da Metro e foi para a RKO).

- O formato migrou para a televisão na década de 1950, sendo que muitas de suas características continuam em vigor.

### Séries policiais
Foram produzidas cerca de quarenta séries policiais. As mais significativas foram as seguintes:
- Bulldog Drummond - Paramount, sete filmes entre 1937 e 1939; estrelada por John Howard

- Charlie Chan - quarenta e quatro filmes com o personagem Charlie Chan entre 1931 e 1949; Warner Oland fez os primeiros dezesseis, Sidney Toler os vinte e dois seguintes e Roland Winters os seis restantes; a série começou na 20th Century-Fox, onde ficou até 1941; de 1944 em diante, passou para a Monogram

- Ellery Queen - Columbia, sete filmes, entre 1940 e 1942; Ralph Bellamy estrelou os quatro primeiros e William Gargan os três últimos

- The Falcon - dezesseis filmes, entre 1941 e 1949; a RKO produziu treze fitas até 1946, com George Sanders nas quatro primeiras e seu irmão Tom Conway nas nove seguintes; em seguida, a Film Classics produziu as três últimas, com John Calvert no papel do herói

- Michael Shayne - doze filmes entre 1940 e 1947; a Fox produziu sete filmes até 1942, com Lloyd Nolan; a partir de 1946, a PRC fez os outros cinco, com Hugh Beaumont

- Mr. Moto - Fox, oito filmes entre 1937 e 1939; estrelada por Peter Lorre

- Mr. Wong - Monogram, seis filmes entre 1938 e 1941; Boris Karloff estrelou os cinco primeiros e Keye Luke o último

- Perry Mason - Warner, seis filmes entre 1934 e 1937; Warren William estrelou os quatro primeiros e Ricardo Cortez e Donald Woods, o quinto e o sexto, respectivamente

- The Saint - RKO, nove filmes entre 1938 e 1954; Louis Hayward estrelou todos, exceto o penúltimo, que teve Hugh Sinclair no papel do famoso ladrão

- Sherlock Homes - quatorze filmes, entre 1939 e 1946, todos estrelados por Basil Rathbone (Sherlock Holmes) e Nigel Bruce (Dr. Watson); a Fox fez os dois primeiros e a Universal, os doze restantes

- The Thin Man - MGM, seis filmes entre 1934 e 1947; estrelados por William Powell e Myrna Loy, como Nick e Nora Charles

### Séries de outros gêneros
Apesar da predominância do gênero policial, também foram feitas séries cômicas, "de selva", românticas, médicas etc. As mais importantes:
- Andy Hardy - MGM, comédia, quinze filmes entre 1938 e 1948; estrelada por Mickey Rooney

- Blondie - Columbia, comédia, vinte e oito filmes entre 1938 e 1950; conhecida no Brasil como Florisbela ou Belinda;[6] estrelada por Penny Singleton

- Bomba - Monogram, aventuras na selva, doze filmes entre 1949 e 1955; estrelada por Johnny Sheffield, o Boy dos filmes de Tarzan com Johnny Weissmuller

- Bowery Boys - Columbia, comédia, quarenta e oito filmes entre 1946 e 1958; conhecida no Brasil como Os Anjos ou Os Anjos de Cara Suja; estrelada por Leo Gorcey, David Gorcey, Huntz Hall e outros

- Cisco Kid - faroeste, vinte filmes de 1939 a 1950; seis produções da Fox, até 1941, estreladas por Cesar Romero; nove da Monogram, entre 1945 e 1947, estreladas por Duncan Renaldo (as três primeiras) e Gilbert Roland (as restantes); cinco produções na United Artists, em 1949 e 1950, estreladas por Gilbert Roland

- Dr. Kildare - MGM, drama médico, quinze filmes entre 1938 e 1947; estrelada por Lew Ayres até 1942; com sua saída, o personagem principal passou a ser Dr. Gillespie, interpretado por Lionel Barrymore, mas a série continuou com o mesmo nome

- Francis - Universal, comédia, sete filmes entre 1949 e 1956; estrelada por Donald O'Connor (seis primeiras produções) e Mickey Rooney (a última); Francis era um burro falante e sua voz foi feita por Chill Wills, substituído por Paul Frees no último filme

- Joe Palooka - Monogram, boxe, onze filmes de 1946 a 1951; conhecida no Brasil como Joe Sopapo; estrelada por Joe Kirkwood

- Jungle Jim - Columbia, aventuras na selva, dezesseis filmes de 1948 a 1955; conhecida no Brasil como Jim das Selvas; estrelada por um envelhecido e obeso Johnny Weissmuller

- Ma And Pa Kettle - Universal, comédia, nove filmes de 1949 a 1957; estrelada por Marjorie Main e Percy Kilbridge

- Maisie - MGM, romance e aventura, dez filmes entre 1939 e 1947; estrelada por Ann Sothern

## Crítica
Mediante seus roteiros baseados em fórmulas e seus orçamentos pobres, os filmes B foram, durante muito tempo, menosprezados, a despeito de terem sido grandes responsáveis pela manutenção da indústria regular do cinema. Suas qualidades só começaram a ser reconhecidas quando se começou a analisá-los “sob seus próprios termos”, isto é, quando se passou a considerar as condições em que foram feitos. Para Mattos, sua narrativa compacta, por exemplo, conferia uma qualidade “frenética” que o filme A não possuía. Tal caraterística pode ter tido grande responsabilidade pelo seu sucesso junto ao público mais jovem.
A produção do filme B, sobretudo pelo fato de ter alcançado certa autonomia e descompromisso para com a perfeição, passou a oferecer uma “representação menos idealizada da realidade contemporânea”, e a criatividade de alguns diretores e cinegrafistas se tornou parte da tentativa de apresentar qualidade de produção sob baixo orçamento. Assim, diretores como Anthony Mann, Don Siegel e Robert Wise, por exemplo, saíram das produções B para ascender às produções A. Outros diretores, a despeito de terem se mantido nos filmes B, distinguiram-se pela originalidade e até por técnicas de filmagem, tais como Joseph H. Lewis, Phil Karlson e Edgar G. Ulmer.

## Decadência do filme B
Após a Segunda Guerra Mundial, com as transformações econômicas e socioculturais ocorridas nos Estados Unidos, além do advento da televisão, o hábito de frequentar o cinema diminuiu, refletindo na indústria cinematográfica. Segundo Mattos, “a concorrência da televisão e os processos de tela larga incitaram os grandes estúdios a produzirem superespetáculos (...) Não obstante, o espirito do filme B perdura até hoje”.
Atualmente os filmes B transformaram-se, de certa forma, em objeto de culto, em parte pela realidade de seus valores estéticos “kitsch”, em parte pela despretensão de qualidades técnicas e artísticas, numa época desprovida de recursos mais elaborados. Mattos cita como exemplo dessa mudança de visão crítica os filmes de Edward D. Wood, Jr., produzidos na década de 50, que acabaram por reduzi-lo, através da crítica, no pior diretor do mundo. Wood morreu pobre e alcoólatra, no ostracismo, em 1958, mas seus filmes foram “redescobertos” por fãs que encontraram na sua engenhosidade primária e ruim um motivo de admiração e surpresa, tornando-o postumamente notório.

## Uso atual
Hoje, o termo Filme B passou a ser usado para se referir a qualquer filme comercial de baixo orçamento, com atores pouco conhecidos ou em decadência. Esses filmes podem ser malfeitos em muitos casos, mas ainda assim se distinguem dos chamados Filmes Z, por serem produzidos profissionalmente e pela sua viabilidade comercial.
Fãs de filmes B afirmam que orçamentos mais limitados e menor ingerência dos estúdios podem ajudar a gerar uma energia não encontrada em superproduções. Isso foi verdade especialmente nos anos que se seguiram à Segunda Guerra Mundial. Enquanto filmes caros, como O Maior Espetáculo da Terra (The Greatest Show on Earth, 1952, Paramount) e A Volta ao Mundo em Oitenta Dias (Around the World in Eighty Days, 1956, United Artists) eram convencionais e sem criatividade, filmes B como O Monstro do Ártico (The Thing From Another World, 1951) e Veio do Espaço (It Came From Outer Space, 1953) possuiam energia e originalidade. Muitos filmes B, especialmente nas áreas de ficção científica e horror, ainda são muito populares.
Uma das produtoras clássicas de filmes B era a americana American Internation Pictures (AIP), fundada em 1956 por James H. Nicholson e Samuel Z. Arkoff. Entre os filmes da produtora estavam os trabalhos de Roger Corman, Vincent Price, Herman Cohen e os primeiros dos então desconhecidos Francis Ford Coppola, Martin Scorsese, Robert De Niro, James Cameron, Joe Dante e Jack Nicholson.
Na década de 1970, produtoras como a Independent-International Pictures, Film Ventures International, Charles Band Productions, Cannon Films, New Line Cinema, Golan-Globus, entre outras, partiram para a criação de uma nova geração de filmes B.
A maior parte dessas companhias foi incapaz de sobreviver aos anos 1980, já que até mesmo um filme a princípio modesto, com imagem de baixa qualidade, acabaria por consumir milhões de dólares, tendo em vista as expectativas do público quanto aos efeitos especiais, trilhas sonoras, bitolas etc.

## Roger Corman
Roger Corman é conhecido como o "Rei dos B's", apesar do título ser tecnicamente impreciso. Na página 36 de seu livro How I Made 100 Movies in Hollywood and Never Lost a Dime (Como Eu Fiz 100 Filmes em Hollywood sem Perder um Tostão), ele fala sobre sua reputação de fazer filmes B, e diz: "no meu modo de pensar, eu nunca fiz um filme B na minha vida". Ele prossegue dizendo que filmes B foram um fenômeno só no iníco da década de 1950. De acordo com Corman, "Os B's morreram quando eu comecei a dirigir". Roger Corman descreve seus filmes como "filmes de exploração de baixo orçamento".

## Videografia
- "Tão ruim que é bom" - Cinema trash e filmes B, C e Z., Waldemar Dalenogare[7]